# Leopold Godowsky
Leopold Godowsky (vilna, 13 de febrero de 1870 — Nueva York, 21 de noviembre de 1938) fue un pianista y compositor ruso, de origen polaco, posteriormente nacionalizado estadounidense desde 1891. Fue director de la clase de piano del Conservatorio de Chicago y a partir de 1909, director de la Escuela de Piano de la Academia Imperial de Música de Viena.
Viajó por muchos países en la década de 1920. Entre sus destinos estuvieron México, Sudamérica, China y la Isla de Java, este último lugar le inspiró una suite de 12 movimientos llamada Suite Java. Sus 53 estudios basados en los veinticuatro Études de Frédéric Chopin y sus Metamorfosis Sinfónicas sobre temas de valses de Johann Strauss son obras de extrema dificultad técnica. Compuso también transcripciones para piano de obras para violín y violonchelo de Johann Sebastian Bach, una Gran sonata para piano, una Passacaglia, basada en el tema inicial de la Sinfonía Inacabada de Franz Schubert, además de varias miniaturas.
Grabó obras de Ludwig van Beethoven, Robert Schumann, Franz Liszt, Edvard Grieg y Frédéric Chopin. Su grabación de los Estudios y de los cuatro Scherzos de Frédéric Chopin fue trágicamente interrumpida debido al derrame que sufrió cuando tenía 60 años. Los años finales de su vida estuvieron marcados por una parálisis parcial en el lado derecho de su cuerpo y por la depresión, en parte causada por el olvido en que cayeron sus composiciones.